# 柏林 (新罕布什爾州)
柏林（英語：Berlin）是美国新罕布什尔州庫斯郡南部的一個城市，位於安德羅斯科金河河畔。是該州最北的城市，面積161.8平方公里。2020年人口9,425人。
1781年－82年間有白人定居，1829年設鎮，1897年設市。